# Cryptantha clemensae
Cryptantha clemensae là loài thực vật có hoa trong họ Mồ hôi. Loài này được Payson mô tả khoa học đầu tiên năm 1927.